# Ferdinando Cosentini
Ferdinando Cosentini (Sicilia, 1769–17 de julio de 1840) fue un médico, botánico, pteridólogo, y profesor italiano.
En 1788, la Universidad de Catania estableció la primera cátedra de Botánica y Materia médica, y se la confió a Matteo Di Pasquale. No teniendo un jardín botánico escolar, Di Pasquale y su sucesor Fernando Cosentini, utilizaban para demostraciones prácticas un pequeño jardín privado.

## Algunas publicaciones
- 1825. Saggio di topografia botanica della campagna detta l'Arena di Catania col catalogo delle piante che spontanemente vi nascono. 175 pp.

## Honores
- Miembro de la Società Botanica Italiana

## Eponimia
Género
- (Adiantaceae) Cosentinia Tod.[3]

Especies
- (Fabaceae) Lupinus cosentinii Guss.[4]
- (Fabaceae) Vicia cosentini Guss.[5]